# Goetheschule (Darmstadt)
Die Goetheschule (GS) ist eine Grundschule in Darmstadt. Die Schule wurde nach dem Dichter Johann Wolfgang von Goethe benannt.

## Architektur und Geschichte
Die Goetheschule ist ein den Straßenabschnitt dominierender, dreigeschossiger, spätklassizistischer Klinkerbau.
Das Schulgebäude aus den Jahren 1885/1886, wurde nach Plänen von Stadtbaumeister Stephan Braden errichtet.
In seinen klassischen Proportionen erinnert das Bauwerk an Schinkels Berliner Bauakademie. 
Das Erdgeschoss ist farblich und mit kräftigem Gesims von den Obergeschossen abgesetzt.
Die großen Sprossenfenster haben einen Segment- oder Rundbogenabschluss.
Die Fassade ist unverputzt.
Das flach geneigte schiefergedeckte Dach hat ein weit vorspringendes Konsolgesims. 

## Sonstiges
Die Goetheschule beherbergte in der Nachkriegszeit vorübergehend die Finanzverwaltung, ein Polizeirevier, die Stadtbücherei und das Wahlamt.

## Denkmalschutz
Die Goetheschule steht wegen der baukünstlerischen Qualität und als typisches Beispiel der Architektur der 1880er in Darmstadt unter Denkmalschutz.